# Плезант Гроув (Охајо)
Плезант Гроув (енгл. Pleasant Grove) насељено је место без административног статуса у америчкој савезној држави Охајо.

## Демографија
По попису из 2010. године број становника је 1.742, што је 274 (-13,6%) становника мање него 2000. године.
| Група             | 2000.         | 2010.         |
| Белци             | 1.935 (96,0%) | 1.634 (93,8%) |
| Афроамериканци    | 50 (2,5%)     | 49 (2,8%)     |
| Азијати           | 5 (0,2%)      | 6 (0,3%)      |
| Хиспаноамериканци | 7 (0,3%)      | 10 (0,6%)     |
| Укупно            | 2.016         | 1.742         |